# اتومبیل‌رانی

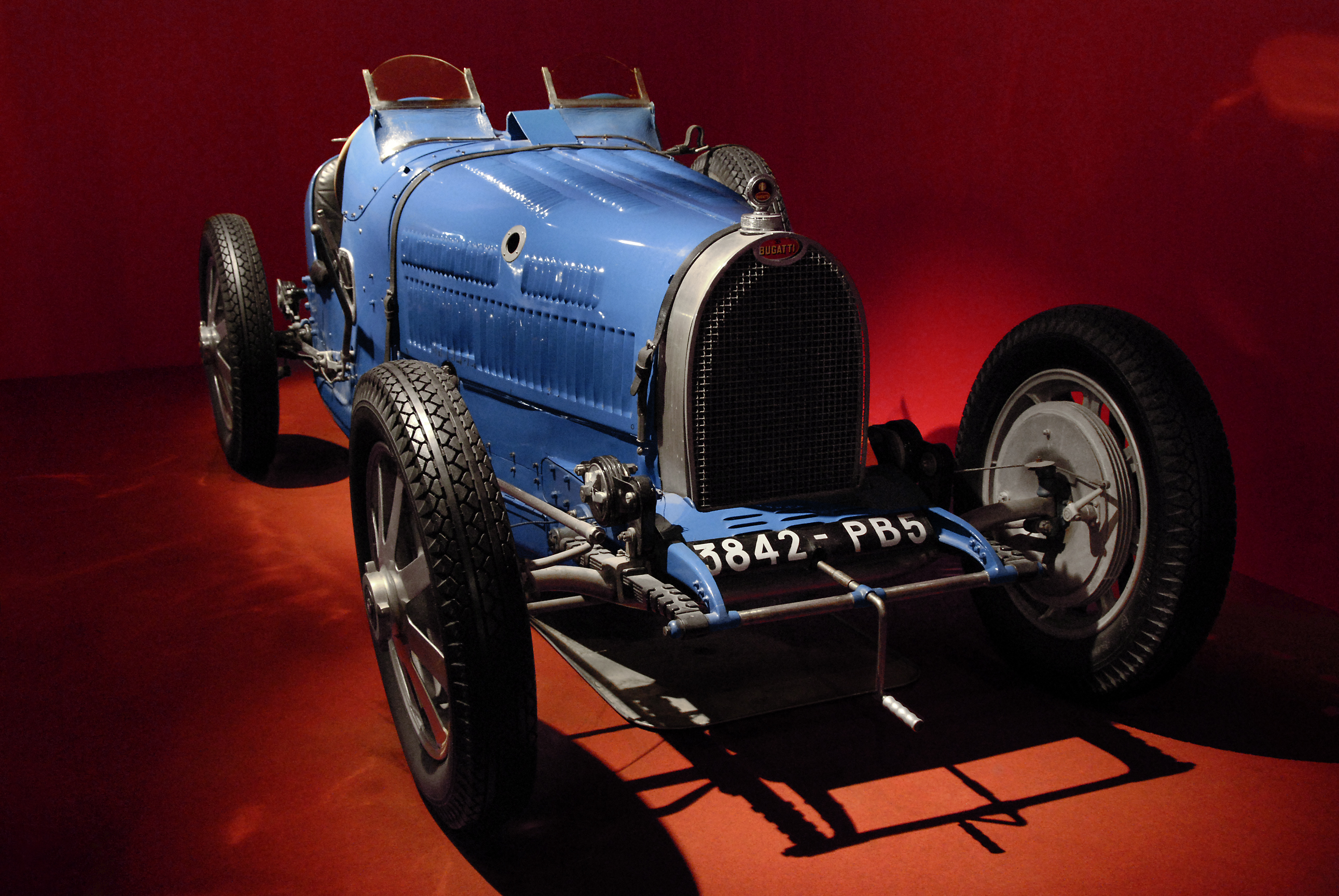
بوگاتی تیپ ۳۵ بی از خودروهای قدیمی اتومبیلرانی

اتومبیل‌رانی (به انگلیسی: Auto racing) رقابتی مبتنی بر مهارت‌های رانندگی است و بر اصل سرعت و دست فرمان (خوش‌دستی) استوار است. در ایران مسابقه‌های این ورزش در این شاخه‌های مسابقه رانندگی سرعت، کارتینگ و رالی برگزار می‌شود.
بالاترین رکورد ثبت شده سرعت در مسابقه‌های اتومبیل‌رانی فرمول یک، ۳۶۹٫۹ کیلومتر بر ساعت می‌باشد.